# Floriana Football Club 2021-2022
Questa voce raccoglie le informazioni riguardanti il Floriana Football Club nelle competizioni ufficiali della stagione 2021-2022.

## Maglie e sponsor
| Casa | Trasferta |

Sponsor ufficiale: Harmont & Blaine

Fornitore tecnico: Joma

## Rosa

### Rosa 2021-2022
Aggiornata al 13 maggio 2022.
| N. |                      | Ruolo | Calciatore         |
| -- | -------------------- | ----- | ------------------ |
| 1  | Malta (bandiera)     | P     | Andreas Vella      |
| 2  | Malta (bandiera)     | D     | Adam Magri Overend |
| 3  | Spagna (bandiera)    | D     | Christian Rutjens  |
| 4  | Tunisia (bandiera)   | D     | Oualid El Hasni    |
| 5  | Malta (bandiera)     | D     | Zachary Cassar     |
| 6  | Armenia (bandiera)   | C     | Rumyan Hovsepyan   |
| 8  | Giamaica (bandiera)  | C     | Kemar Reid         |
| 9  | Albania (bandiera)   | C     | Kristian Keqi      |
| 10 | Argentina (bandiera) | C     | Ulises Arias       |
| 11 | Romania (bandiera)   | A     | Andrei Ciolacu     |
| 17 | Malta (bandiera)     | D     | Owen Spiteri       |
| 20 | Argentina (bandiera) | C     | Matías García      |
| 21 | Malta (bandiera)     | A     | Mattia Veselji     |

| N. |                      | Ruolo | Calciatore         |
| -- | -------------------- | ----- | ------------------ |
| 22 | Malta (bandiera)     | C     | Brandon Paiber     |
| 23 | Argentina (bandiera) | C     | Brian Giménez      |
| 26 | Malta (bandiera)     | P     | Manuel Bartolo     |
| 27 | Malta (bandiera)     | D     | Andreas Vella      |
| 28 | Argentina (bandiera) | D     | Emiliano Callegari |
| 29 | Moldavia (bandiera)  | A     | Eugeniu Rebenja    |
| 30 | Malta (bandiera)     | C     | Jan Busuttil       |
| 33 | Bulgaria (bandiera)  | P     | Georgi Kitanov     |
| 77 | Malta (bandiera)     | D     | Alejandro Garzia   |
| 94 | Malta (bandiera)     | C     | Ryan Camenzuli     |
| 96 | Malta (bandiera)     | A     | Daniel Agius       |
| 99 | Malta (bandiera)     | C     | Manolito Micallef  |